# Wilhelm Schall (Politiker, 1825)
Eduard Christian Wilhelm Schall (* 19. Februar 1825 in Forchtenberg; † 15. Januar 1886 in Stuttgart) war ein deutscher Jurist und Mitglied der Württembergischen Landstände (1870–1876).

## Familie
Wilhelm Schall wurde 1825 als Sohn des Notars Johann Christian Schall (1796–1869) und dessen erster Ehefrau Susanne Wilhelmine Seyboth (1797–1834) geboren. Der zweiten Ehe seines Vaters mit Henriette Therese Veil (1813–1869) entstammen vier Halbgeschwister. Verheiratet war er ab 1851 mit Marie Friederike Charlotte, geb. Hildebrand (1828–1900). Aus der Ehe gingen acht Kinder hervor, von denen zwei früh starben. Der liberale Politiker Karl Ludwig Schall (VP, 1827–1909) war ein Cousin Wilhelm Schalls.

## Leben
Nach dem Besuch des Gymnasiums von 1844 bis 1848 studierte Schall Rechtswissenschaften in Tübingen, wo er 1844 Mitglied der Burschenschaft Germania wurde. Nach seinem Studium arbeitete er in Öhringen als Rechtsanwalt, ab 1869 beim Kreisgericht in Schwäbisch Hall und seit 1879 in Stuttgart.
Schall gehörte der nationalliberalen DP an und war deren Vorsitzender in Öhringen und später in Schwäbisch Hall. Er befürwortete einen Eintritt Württembergs in das Deutsche Reich. Bei der Landtagswahl 1870 kandidierte er im Wahlkreis Öhringen und konnte den bisherigen Abgeordneten, den Beitrittsgegner Albert Neuffer, mit 2894 zu 321 Stimmen deutlich schlagen. Von 1870 bis 1876 vertrat Schall den Wahlkreis Öhringen in den Württembergischen Landständen. Er war dort von 1870 bis 1874 Mitglied der Justizgesetzgebungskommission und von 1875 bis 1876 der Legitimations- und der Justizgesetzgebungskommission.
Schall war evangelischer Konfession. Begraben wurde er auf dem Stuttgarter Pragfriedhof.